# ياراموشي (مقاطعة دلفان)
ياراموشي (بالفارسية: یاراموشی) هي قرية تقع في قسم ايتيوند الشمالي الريفي (مقاطعة دلفان) في إيران. يقدر عدد سكانها بـ 74 نسمة .